# Растительная формация
Растительная формация (от лат. formatio — образование) — совокупность  фитоценозов (растительных ассоциаций), в которых в главном ярусе  господствует один и тот же вид, например лисохвост луговой или сосна обыкновенная.
При этом растительная формация может включать в себя генетически и экологически разные растительные сообщества. Например, растительные формации сосновых лесов из сосны обыкновенной могут представлять собой и сфагновые сосняки, и сосняки с растениями, свойственными широколиственным лесам. Поэтому термин «Растительная формация» не является таксономической единицей, употребляется как безранговый.
Термин «Растительная формация», был введён в 1838 немецким геоботаником А. Гризебахом, первое время его значение  приближалось к понятиям растительная ассоциация или фитоценоз.
Совокупность растительных формаций, сходных только жизненной формой доминирующих видов (кустарники, леса и т. п.) — это тип растительности.

## Классификация
Среди растений сходство вегетативных органов, "сходство" облика (‘‘habitus’’) бросается в глаза гораздо больше, чем сходство органов воспроизведения. Соответственно этому первоначальные попытки классификации растений имели в виду именно их вегетативные органы. Так создалась одна из наиболее примитивных группировок на деревья, кустарники, травы. Впоследствии оказалось, что для классификации растений гораздо удобнее пользоваться сходством их органов воспроизведения, так как именно это сходство и является в большинстве случаев показателем действительного родства растительных организмов. Тем не менее, оставить совершенно в стороне внешнее сходство различных растений нельзя хотя бы потому, что это значило бы игнорировать целую громадную категорию фактов.

### Внешнее сходство
Был произведён ряд попыток использовать это внешнее сходство. А. Гумбольдт установил 16 внешних групп, в которые укладывается растительность земного шара. Так как, однако, внешнее сходство у Гумбольдта бралось само по себе, без связи с более общими действующими причинами, то его группы оказались весьма искусственными и не удержались в науке. Гризебах предполагает уже в качестве причины внешнего сходства единство вегетативных потребностей при наличности данных жизненных условий. Гризебах предложил называть фитогеографической или Растительной формацией группу растений, имеющую характерную внешность, каковы, например, луг, лес и т. п. Эта последняя характеризуется то одним каким-нибудь видом, встречающимся большими массами, то она складывается из многих видов, которые обладают, однако, одной какой-либо присущей всем им особенностью; так, напр., альпийские луга слагаются почти исключительно из многолетних трав.

### Биологическое сходство
Бекетов А.Н. определяет растительную формацию, как сообщество растений, вызванное сходством их жизненных (биологических) потребностей. Но в обоих этих определениях принимаются в расчёт одни только аутотрофные зеленые растения. Однако, нет никаких оснований исключать из состава растительной формации те паразитные и сапрофитные растения, которые точно так же могут являться постоянными и характерными участниками данной растительной формации. Поэтому удобнее рассматривать растительную формацию как такое сообщество аутотрофных, паразитных и сапрофитных организмов, которые разносторонне используют данную жизненную обстановку и образуют в своей совокупности более или менее устойчивые сочетания. Состояние равновесия такого сочетания и определяет внешность растительной формации. Быть может для изучения растительной формаций продуктивным окажется также рассмотрение их как случаев подвижного равновесия между составляющими формацию компонентами (Еленкин А.А.). Наибольшую трудность представляет определение объёма того сообщества, которое следует называть растительной формацией. Тогда как Гризебах, О.Друде понимают под растительной формацией весьма крупные группы, другие называют формациями весьма мелкие подразделения растительности. Поэтому оказалось необходимым классифицировать растительные формации в систему соподчинённых подразделений, необходимо условиться, какому именно из этих подразделений присвоить название растительной формации в узком смысле этого слова.
Растительной формацией называют теперь обыкновенно все типы сообществ всего земного шара, которые совпадают друг с другом по своему облику (т. е. по своим жизненным формам) и по основным чертам своей экологии; при этом не имеют никакого значения различия в видовом составе этих сообществ. Такими формациями являются, например, лиственный лес с опадающей на зиму листвой, древесная растительность с кожистыми листьями, мокрый луг, торфяник, пресноводный планктон и прочие. Отдельные формации объединяются в группы формаций, как, например, лиственный лес, хвойный лес, те в классы формации (Друде), вегетативные типы или климатические формации (Шимпер), на которые распадается вся растительность, изучаемая с биологической точки зрения.

### Классы формаций
Оскар Друде различает следующие классы формаций:
1. леса;
2. леса вперемешку с кустарниками (‘‘Gebüsche’’);
3. кустарники;
4. формации многолетников;
5. травянистые поля (‘‘Grasfluren’’);
6. степи;
7. растительность скал;
8. мхи;
9. болотные формации;
10. формации текучей воды;
11. формации прудов и
12. органические формации.

Шимпер различает:
- А - формации, обусловленные климатом
- В - формации, обусловленные свойствами почвы.

Климатических формаций он насчитывает только три: древесная растительность, травянистые поля и пустыни. Почвенные формации могут быть в зависимости от почвенной воды (болота, торфяники, галерейные леса ‘‘Galleriewälder’’, мангровые леса) или от почвы самой по себе (скалистая, песчаная формация). Кроме того, Шимпер различает пресноводную и океанскую растительность.  С другой стороны, растительная формация, как она понимается здесь, должна быть подразделена на более мелкие группы, чтобы подойти наконец от отвлеченных построений к конкретным сообществам растений, являющимся непосредственным объектом изучения. Эти сообщества получили трудно переводимое немецкое название ‘‘Einzelbestand’’. (Друде, Варминг). Быть может, удобнее всего передать это русскими словами "отдельное сочетание". Под "отдельным сочетанием" понимают всю совокупность растений данной обособленной местности, представляющей единое однородное целое с точки зрения совокупности жизненных условий. Такое отдельное сочетание представляет из себя топографически-физиономическую единицу, "индивидуум" в системе растительных формаций. Такие сочетания характеризуются нередко преобладанием одного какого-либо вида, по имени которого и получают название, причем к родовому или видовому названию прибавляется окончание -etum. Так говорят о ‘‘Pinetum’’, если физиономию сочетанию придает сосна (‘‘Pinus silvestris’’); ‘‘Phragmitetum’’ означает сочетание с преобладанием тростника (‘‘Phragmites’’) и т. п. Если нет безусловно доминирующего вида, то для названия выбирают один или два из наиболее распространённых или же характеризуют сочетание по особенностям почвы. Все отдельные сочетания, сходные друг с другом во всём, за исключением местоположения, образуют группу "сочетание". Однако, между отдельными сочетаниями небольшой географической области нередко наблюдаются лёгкие различия, сводящиеся к тому, что доминирующее значение переходит то к одному, то к другому виду и т. п. Такие лёгкие видоизменения сочетаний именуются их "обличьями" (‘‘Faces’’). Все видоизменения сочетаний, все их "обличья" образуют в совокупности "тип сочетаний", напр. "тип ‘‘Phragmitetum’’". При рассмотрении всей области, в которой встречается данный тип сочетаний, можно разбить этот тип на географически исключающие друг друга "подтипы", руководствуясь распределением "руководящих видов", встречающихся лишь в ограниченном географически районе. Наконец, на различных почвах (напр. известковых и бедных известью) могут встречаться параллельные типы сочетаний, именуемые паратипами (например "’’Curvuletum’’" и "’’Firmetum’’" — сочетания с ‘‘Carex’’ ‘‘curvula’’ и С.’’firma’’). Если прибавить к этому, что растительные формации часто разделяются еще на "субформации", то мы перечислим уже все подразделения этой группы. На конкретном примере легче разобраться в этой классификации. Мы рассматриваем, предположим, альпийский луг с преобладанием ‘‘Nardus stricta’’. Говоря о нём, как об "отдельном сочетании", мы должны упомянуть местность, в которой данный луг находится "отдельное сочетание": ‘‘Nardetum’’, напр., на ‘‘Alpe di Sella’’ на Готарде. "Тип сочетания" будет ‘‘Nardetum’’. Так как в данной горной местности Nardetum находится в области распространения ‘‘Trifolium alpinum’’, входящего в состав нашего луга, то его надо отнести к "подтипу" ‘‘Nardetum’’ горной местности (с ‘‘Trifolium alpinum’’). "Субформация", к которой относится этот ‘‘Nardetum’’, будет альпийские сухие луга, "формация" — сухие луга, группа формаций — луга, и наконец вегетативный тип (класс формации) — травянистое поле. Ввиду разногласий в понимании термина растительная формация, некоторые авторы заменяют его другими. Так, А.Н. Бекетов говорит о "топографических флорах", Й.Э. Варминг употребляет термин "растительные сообщества" и "классы сообществ".